# Kostel svatého Josefa (Telnice)
Kostel svatého Josefa v Telnici je filiální římskokatolický kostel zasvěcený svatému Josefovi. Nachází se v horní části obce Telnice v okrese Ústí nad Labem a je její výraznou dominantou. Kostel spadá do římskokatolické farnosti Chlumec.

## Historie

### Vznik
Majitel chlumeckého panství hrabě Otakar Klement z Westphalen-Fürstenbergu nabídl obci, že v Telnici postaví kostelík, trval však na tom, že bude stát v údolí u Telnice. Hostinský Kühnel z č.p. 12 předal na zasedání obecní rady 14. července 1909 petici, podepsanou 52 majiteli domů, ve které doporučují postavit kostel na horní části obecní louky s tím, že obci při stavbě ani následně nevzniknou jakékoli náklady. 
Navržený kostelík v novogotickém slohu byl 15 m dlouhý, 9 m široký, loď 6 m vysoká, na jihu navazovala na loď věž o půdorysu 3 x 3 m. K presbytáři přiléhala sakristie. Kostel měl stát 2 m od silnice. Kostel byl dostavěn na podzim roku 1910  a 23. října slavnostně vysvěcen litoměřickým biskupem Dr. Josefem Großem, slavnostní mši sloužil chlumecký farář Alfred Pattloch za účasti všech, kteří byli při pokládání základního kamene.

### Současný stav
Poslední mše se zde sloužila počátkem 80. let. Od té doby kostel postupně chátral. Po pádu komunismu byl zajištěn proti další devastaci a zakonzervován. Byla opravena zatékající střecha a obnovena vnější fasáda. Až do roku 2014 však i nadále sloužil coby sklad popelnic místního obecního úřadu.
Od roku 2015 nové vedení obce kostel vyklidilo, zajistilo vnitřní inventář proti dalšímu poškození a v současnosti plánuje jeho obnovení pro kulturní a společenské akce.

### Bohoslužby
Bohoslužby se mohou konat příležitostně.

## Architektura
Kostel je obdélný. Má trojboce uzavřený presbytář a hranolovou věž v průčelí. Vybaven je novodobým zařízením.